# Дакар (область)
Дака́р (фр. Dakar) — область на крайньому заході Сенегалу. Адміністративний центр - місто Дакар, який є також столицею країни. Площа - 550 км², населення - 2 740 200 чоловік (2010 рік).

## Географія
На сході межує з областю Тієс. З інших сторін омивається Атлантичним океаном.
Область розташована на Зеленому мисі, який є найзахіднішою точкою Африки. Є найбільш густонаселеною областю в країні.

## Адміністративний поділ
Адміністративно область поділяється на 4 департаменти:

Департаменти області

- Дакар
- Гедьявай
- Пікіне
- Рюфіск